# Richter József (artista, 1951)
Richter József (Keszthely, 1951. február 15. –) Kossuth- és Jászai Mari-díjas magyar artistaművész, érdemes művész, a Magyar Nemzeti Cirkusz alapítója, 2012 és 2015 között a Fővárosi Nagycirkusz igazgatója.

## Élete
Richter József 1951-ben született Keszthelyen, stílszerűen egy lakókocsiban. Szülei is artisták voltak, Józsefet már gyermekkorában elkezdték felkészíteni az artistapályára. A család elefánt- és lovasakrobata produkciókat hozott létre. Műsorszámaikat a világ legnagyobb cirkuszaiban bemutatták, öt világrészt felölelő vendégszerepléseik során. Szakmai elismerésként a Jászai Mari-díjat és az Magyar Arany Érdemkeresztet kapta, mint állami kitüntetést.
1972-ben feleségül vette a híres Renz Cirkusz igazgatójának leányát, Karolát, aki csatlakozott a Richter csoporthoz. 1974-ben az első Monte-carlói Nemzetközi Cirkuszfesztiválon előadott elefánt akrobata produkciójukat Ezüst Bohóc-díjjal jutalmazták. Házasságukból két fiú, Flórián és József született, akik folyamatos hazai és külföldi szerepléseikkel továbbviszik a cirkuszi tradíciót. Flórián szülei sikere után 30 évvel 2004-ben feleségével Ezüst Bohóc-díjat nyert a 28. Monte-carlói Nemzetközi Cirkuszfesztiválon, majd 2008-ban elnyerte a fesztivál fődíját, az Arany Bohóc-díját. Ifj. Richter József lovas akrobata csoportjával 2014-ben a 10. Budapesti Nemzetközi Cirkuszfesztiválon Arany Pierrot-díjat nyert, majd 2018-ban feleségével a 42. Monte-carlói Nemzetközi Cirkuszfesztiválon az Arany Bohóc-díjat vehette át.
Richter József artista-pályafutása végén 1995-ben megalapította saját utazócirkuszát, a Magyar Nemzeti Cirkuszt, amelyet közel két évtizedig sikeresen igazgatott. A Nemzeti Cirkusz igazgató szerepkörét 2012-ben fiatalabbik fiának, ifj. Richter Józsefnek adta át.
2012. november 1-jén kinevezték a Fővárosi Nagycirkusz igazgatójává. Ezt a posztot 2015. november 30-ig töltötte be. 
2014-ben Magyarország Érdemes Művésze díjjal tüntették ki. 2017-ben az artisták közül elsőként kapta meg a Kossuth-díjat.

## Díjai
- Ezüst Bohóc-díj, 1. Monte-carlói Nemzetközi Cirkuszfesztivál (1974)
- Jászai Mari-díj (1982)
- Magyar Köztársasági Arany Érdemrendkereszt (2004)
- Érdemes művész (2014)
- Kossuth-díj (2017)
- Zugló díszpolgára (2021)[3]